# Alper Potuk
Alper Potuk (Afyonkarahisar, 8 aprile 1991) è un calciatore turco, centrocampista del Gostivar.

## Palmarès

### Club

#### Competizioni nazionali
- Campionato turco: 1

Fenerbahçe: 2013-2014
- Supercoppa di Turchia: 1

Fenerbahçe: 2014